# Universidad Rafael Landívar
La Universidad Rafael Landívar (URL) es una universidad católica privada de Guatemala, fundada en 1961, nombrada en honor al poeta guatemalteco Rafael Landívar, S.J. y que forma parte de la Asociación de Universidades Confiadas a la Compañía de Jesús en América Latina (AUSJAL). Tiene sedes en todas las regiones de Guatemala.
La URL ocupó en 2016 el lugar 262 en el QS Latin American University Rankings de la clasificación académica de universidades de Latinoamérica.

## Fundación e historia
El 18 de octubre de 1961, en la Casa Yurrita, se celebró la sesión solemne donde se firmó el acta de fundación de la Universidad Rafael Landívar. Esta fue presidida por el presidente de la República, Miguel Ydígoras Fuentes y la apertura estuvo a cargo del licenciado José Falla Arís, miembro fundador y presidente del patronato de la Universidad Católica de Centroamérica. A dicha reunión asistieron los fundadores del patronato, autoridades civiles, eclesiales, de la Universidad de San Carlos de Guatemala; Cuerpo Diplomático e invitados especiales.
El primer rector fue el licenciado José Falla Arís quien fue electo el 17 de noviembre de 1961. El 22 de enero de 1962 se iniciaron las primeras clases en las instalaciones del Liceo Guatemala con 138 estudiantes distribuidos en tres facultades: Ciencias Económicas y Empresariales, Ciencias Jurídicas y Sociales, y Humanidades. El 30 de enero de ese mismo año se dictó la primera Lección Inaugural del Primer Ciclo Académico de actividades.
El 16 de julio de 1962 se realizó la bendición del primer edificio propio en la Sede de la zona 10, conocido como el «edificio ondulado» por la forma de construcción de su techo. En 1973 se inició la construcción del actual del Campus Central, situado en Vista Hermosa III, zona 16, lugar donde se encontraba el antiguo asentamiento de la finca Santa Sofía. Los primeros edificios fueron habilitados en enero del 1974, que albergaron la Facultad de Ingeniería y el Departamento de Arquitectura; en enero de 1976 se trasladaron todas las demás facultades y oficinas administrativas.
En el año 2005 se construyó en el Campus Central el -TEC Landívar-, que es un inmueble que alberga un complejo de treinta y dos laboratorios que fortalecen la docencia, la investigación y la proyección de la Universidad. Integra temáticas de ciencias básicas, electrónica, hidráulica neumática y manufactura por computadora de autotrónica y mecatrónica, entre otros.
También se construyeron instalaciones deportivas que albergan el XXV Encuentro de Juegos Interuniversitarios del Sistema de Universidades Jesuitas (INTERSUJ – 2008) donde participaron estudiantes de universidades de México, El Salvador y Guatemala. Este tipo de encuentro deportivo busca dinamizar y promover una campaña de integración de estudiantes universitarios. 

### Rectores
1. Licenciado José Falla Arís (1961-1967)
2. Padre Arturo Dibar, S.J. (1967 - 1971)
3. Doctor Santos Pérez Martín, S.J. (1971 - 1978)
4. Doctor José Lizarralde Arrivillaga (1978 – 1981)
5. Monseñor Luis Manresa Formosa, S.J. (1981-1992)
6. Doctor Gabriel Antonio Medrano Valenzuela (1992 – 1998)
7. Monseñor Gonzalo de Villa y Vásquez, S.J. (1998 – 2004)
8. Licenciada Guillermina Herrera Peña (2004 – 2009)
9. Padre Rolando Enrique Alvarado López, S. J. (2009 – 2014)
10. Padre Eduardo Valdés Barría, S.J. (2014 – 2017)
11. Padre Marco Tulio Martínez Salazar, S.J. (2017 - 2021)
12. Padre Miquel Cortés Bofill, S.J (2021 - Actualidad)

### Apertura de campus y sedes
- 1963: Campus de Quetzaltenango
- 1966: Sede de Jalapa
- 1968: Sede de San Marcos y La Antigua
- 1977: Sedes de Jutiapa y Zacapa
- 1980: Sede de Cuilapa
- 1986: Sede de Retalhuleu
- 1990: Sede de Escuintla
- 1992: Sede de La Verapaz
- 1999: Sede de Coatepeque
- 1999: Campus San Pedro Claver, S. J. de La Verapaz
- 2000: Sede de Huehuetenango
- 2000: Sede de Quiché
- 2008: Campus San Roque González de Santa Cruz, S. J. de Huehuetenango
- 2009: Campus San Luis Gonzaga, S. J. de Zacapa
- 2014: Campus P. César Augusto Jerez García, S. J. de Quiché

### Actual Sistema Universitario Landivariano
- Campus Central
- Campus de Quetzaltenango
- Campus San Pedro Claver, S. J. de La Verapaz
- Campus San Roque González de Santa Cruz, S. J. de Huehuetenango
- Campus San Luis Gonzaga, S. J. de Zacapa
- Campus P. César Augusto Jerez García, S. J. de Quiché
- Sede de La Antigua
- Sede de Jutiapa
- Sede de Escuintla

## Sistema docente
El Campus Central cuenta con más de 140 catedráticos de tiempo completo y cerca de mil catedráticos de horario que imparten 38 carreras de pregrado en nueve facultades, alrededor de veinte maestrías y varios diplomados.
El actual sistema docente se tomó como base en la experiencia y orientación de la formación superior universitaria administrada por la Compañía de Jesús en los años 2007 y 2008 los cuales se modificación y se aprobaron poniendo en vigencia los nuevos estatutos y reglamentos de la Universidad Rafael Landívar.

## Símbolos

### Himno Landivariano
Coro
Alma Mater Henchidos de gozo,

con antorcha de amor eternal,

de Landívar tu padre glorioso

exaltamos el noble ideal.
Estrofas
De lograr plenitud de conciencia

Formación y cultura integral;

Educando en la fe y en la ciencia,

Proyectar el progreso social.

Vamos hoy con valor en la vida

Por caminos de fe y libertad;

En el alma una llamada encendida,

Y por faro de luz, la verdad.

Alma Mater Henchidos de gozo,

con antorcha de amor eternal,

de Landívar tu padre glorioso

exaltamos el noble ideal.

Tu genuino interés de cultura,

De tus altos principios y en pos;

De llegar a su máxima altura,

Al servicio del hombre y de Dios.

### Escudo
El escudo de la Universidad Rafael Landívar es de formato ovalado, con el eje vertical mayor. En la bordura del escudo lleva una leyenda: • Universidad Rafael Landívar • Guatemala 1961. Tiene tres cuarteles, en el campo superior aparece un pebetero que representa la sabiduría y en el campo derecho, la cruz, simbolizando la fe cristiana. En el cuartel central, en el campo izquierdo, aparece un león rampante mirando a un roble de sinople; todo ello tomado del escudo de los Landívar y Caballero de Antigua Guatemala. En el campo derecho, una torre en sable, simbolizando la región hispánica de Castilla. En el centro, a modo de escusón, un emblema que representa a Guatemala, con el sol en el jefe; debajo, el Quetzal y dos volcanes emergiendo del campo de azur; que simboliza el mar.
Finalmente, en el cuartel inferior, dos lobos y una olla, en sable, imagen tomada del escudo de los Loyola, familia de San Ignacio, fundador de los jesuitas.

## Facultades

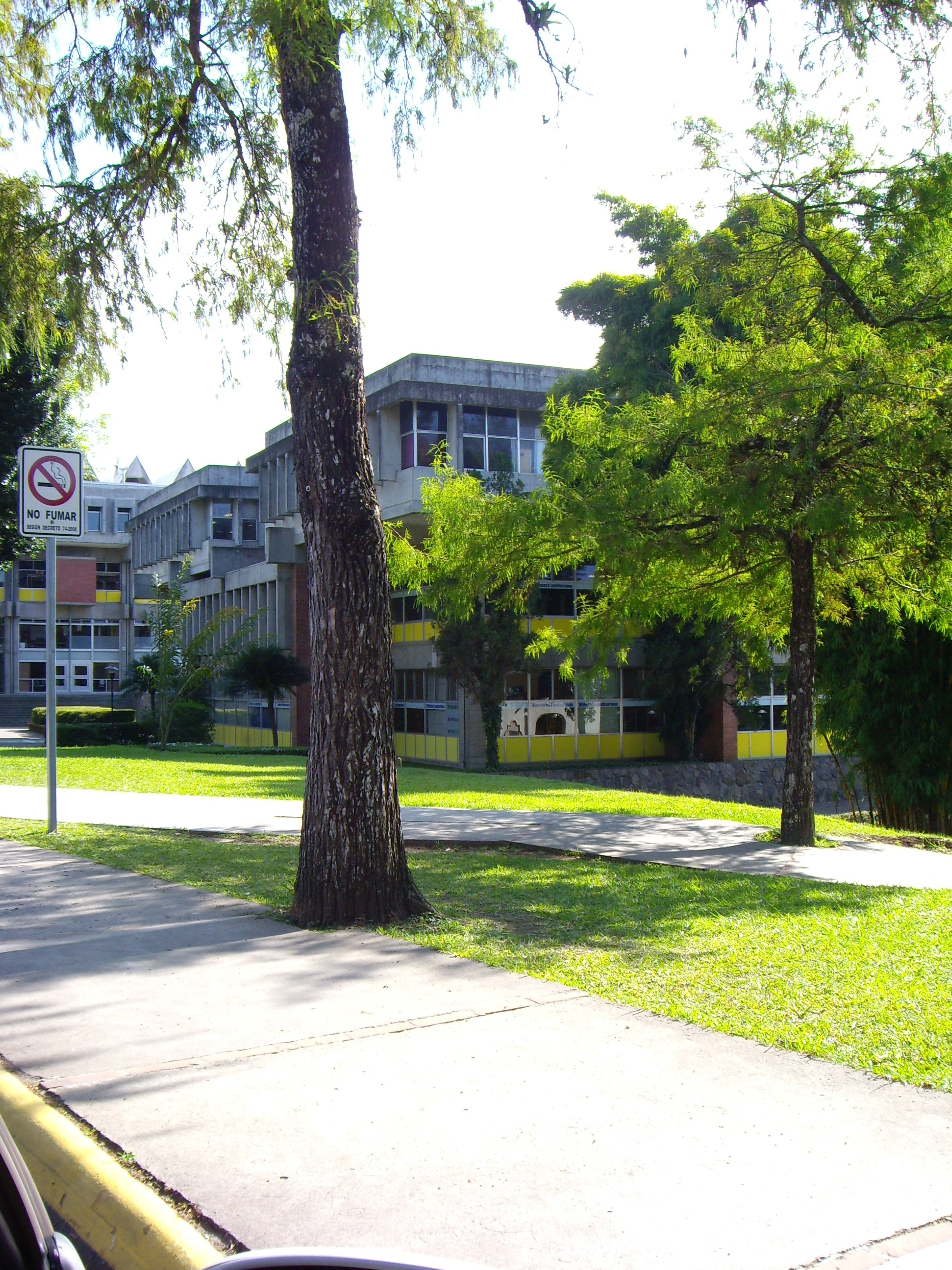
Campus Central de la Universidad Rafael Landívar en Ciudad de Guatemala.

La Universidad como sistema universitario cuenta con nueve facultades en los distintos campus y sedes. La oferta académica de cada campus y sede está definida de acuerdo a su contexto y pertinencia territorial.
Cada Facultad realiza talleres y diplomados en las distintas áreas que abarcan dentro del desarrollo educativo en el que se desenvuelven y son publicados periódicamente en el portal web de la Universidad y otros medios.
- Facultad de Arquitectura y Diseño
- Facultad de Ciencias Ambientales y Agrícolas
- Facultad de Ciencias de la Salud
- Facultad de Ciencias Económicas y Empresariales
- Facultad de Ciencias Jurídicas y Sociales
- Facultad de Ciencias Políticas y Sociales
- Facultad de Humanidades
- Facultad de Ingeniería
- Facultad de Teología

## Campus y sedes

### Campus San Pedro Claver, S.J. de La Verapaz
La Sede de la Verapaz fue inaugurada oficialmente el 12 de febrero de 1992. A partir del año 1997, la Dirección de la Sede inició gestiones para la donación de un predio y construir el propio Campus.
El 24 de octubre de 1998 se colocó la primera piedra del nuevo Campus universitario con presencia del provincial de la Compañía de Jesús, autoridades universitarias, locales, municipales y asistencia de numeroso público. Se hizo la bendición y los docentes y parte del público asistente firmaron un documento simbólico de adhesión a la Sede en el lugar de la primera piedra.
El 9 de octubre de 1999 se inauguró el nuevo Campus Universitario. En enero de 2000 se efectuó el traslado al Campus de la Verapaz ubicado en la 0 calle 5-98 zona 4 de San Juan Chamelco, km. 218.5 carretera de Cobán a San Juan Chamelco. El Campus cuenta con 64 manzanas de terreno de vocación forestal, dos fuentes de agua propia, grutas de espeleología.
Durante los 23 años de presencia en la región; el Campus San Pedro Claver, S.J. de La Verapaz cuenta ya con más de mil egresados a nivel técnico y de licenciatura, así como en grado de maestría y un promedio de 2,000 estudiantes.
El Campus cuenta con:
- Módulos de aulas
- Auditorio

Laboratorios de Ciencias Básicas:
- Física
- Química
- Planimetría
- Anatomía
- Física
- Laboratorio de Prácticas de Investigación Criminal y Forense
- Biblioteca
- Cafeterías
- Laboratorios de Cómputo
- Áreas deportivas
- Red inalámbrica en algunas áreas del Campus

Carreras:
- Facultad de Ciencias Económicas y Empresariales
  - Licenciatura en Administración de Empresas
  - Técnico en Administración de Empresas
  - Licenciatura en Mercadotecnia

- Facultad de Ciencias Políticas y Sociales
  - Licenciatura en Trabajo Social con énfasis en Gerencia del Desarrollo
  - Técnico en Trabajo Social

- Facultad de Ciencias de la Salud
  - Técnico Universitario en Enfermería con Orientación en Atención Primaria
  - Licenciatura en Enfermería
  - Licenciatura en Medicina

- Facultad de Humanidades
  - Licenciatura en Educación Intercultural Bilingüe
  - Profesorado de Enseñanza Media en Educación Intercultural Bilingüe
  - Profesorado de Enseñanza Media con Especialidad en Matemática y Física
  - Licenciatura en la Enseñanza de Matemática y Física

- Facultad de Ciencias Jurídicas y Sociales
  - Licenciatura en Ciencias Jurídicas y Sociales
  - Licenciatura en Investigación Criminal y Forense
  - Técnico en Investigación Criminal y Forense

- Facultad de Ciencias Agrícolas y Ambientales
  - Licenciatura en Ingeniería Forestal con Énfasis en Silvicultura y Manejo de Bosques
  - Facultad de Ingeniería
  - Ingeniería Civil Administrativa

### Campus San Roque González de Santa Cruz, S.J. de Huehuetenango
La Universidad Rafael Landívar inició sus labores en la cabecera departamental de Huehuetenango en enero del año 2000, en las instalaciones del Colegio La Salle Diversificado, con las carreras de Licenciatura en Ciencias Jurídicas y Sociales; Licenciatura en Administración de Empresas; Licenciatura en Trabajo Social con énfasis en Gerencia del Desarrollo y Técnico Universitario en Desarrollo Local. En agosto del año 2008 se trasladó a sus instalaciones propias en la zona 8, lo que ahora es el Campus San Roque González de Santa Cruz, S.J. en Huehuetenango, ampliando la oferta académica con más facultades y más carreras universitarias.
Este campus ha sido seleccionado para el otorgamiento de becas por la Fundación Konrad Adenauer Stiftung (2003-2007) y KFW Bankengruppe con un proyecto de becas-crédito orientado mayoritariamente a alumnos de ascendencia maya, que tenga capacidad de insertarse en procesos de desarrollo regional; y un programa orientado al fortalecimiento de las capacidades en docencia universitaria dirigido a los profesores.
Su cuerpo docente cuentan con oportunidades de formación y actualización a través de un Diplomado y Maestría en Docencia Universitaria, con el apoyo de KFW e implementado por PROFASR (Programa de Fortalecimiento a Sedes); además de recibir técnicas de enseñanza práctica de la criminalística y ciencias forenses en Leiden, Países Bajos; Carolina del Norte, Estados Unidos y Nuevo León, México.
El Campus San Roque González de Santa Cruz, S.J. de Huehuetenango mantiene actividades y eventos académicos con proyección a los distintos sectores de la sociedad a través del Bufete Popular (asistencia legal gratuita) y en las prácticas profesionales de los estudiantes.
Carreras:
- Facultad de Ciencias Económicas y Empresariales
  - Licenciatura en Administración de Empresas
  - Licenciatura en Contaduría Pública y Auditoría
  - Licenciatura en Contaduría en Marketing
  - Licenciatura en Innovación

- Facultad de Ciencias Políticas y Sociales
  - Licenciatura en Trabajo Social con énfasis en Gerencia del Desarrollo
  - Técnico Universitario en Trabajo Social

- Facultad de Ciencias de la Salud
  - Técnico Universitario de Enfermería con Orientación en Atención Primaria
  - Licenciatura en Enfermería

- Facultad de Ciencias Jurídicas y Sociales
  - Licenciatura en Ciencias Jurídicas y Sociales
  - Licenciatura en Investigación Criminal y Forense
  - Técnico en Investigación Criminal y Forense

- Facultad de Humanidades
  - Profesorado en Enseñanza Media en Pedagogía y Psicología
  - Profesorado de Enseñanza Media con Especialidades

Campus de Quetzaltenango
El Campus de Quetzaltenango nació a instancias de un equipo local de quezaltecos, reunidos en Asamblea General, en la casa de la Sociedad Indígena Quezalteca, los ciudadanos y clérigos: Calos Castillo, Arturo Gutiérrez, Rodolfo Richter, monseñor Luis Manresa Formosa, S.J., Venancio Botrán, Calos Weissenberg, Ernesto Schneider, Julián Pérez de Heredia, Humberto Capuano, Juan Gutiérrez y Flavio Pereira, firmaron el acta de fundación del Patronato de Estudios Superiores Universitarios Hermano Pedro de Quetzaltenango, que estaría a cargo de la nueva universidad católica que más tarde se convertiría en la Universidad Rafael Landívar, Campus Quetzaltenango.
La Compañía de Jesús buscaba crear oportunidades de superación, fue así como el 2 de febrero de 1963, la Escuela de Estudios Superiores Hermano Pedro comenzó labores en el edificio del colegio Encarnación Rosal, con 35 estudiantes de la Carrera Técnica de Trabajador Social Urbano. Su director fue el licenciado Julián Pérez de Heredia.
Carreras:
Edificio central - 14 avenida, 0-43 zona 3, Quetzaltenango
- Facultad de Ingeniería
  - Ingeniería Civil
  - Ingeniería en Informática y Sistemas
  - Ingeniería Industrial
  - Ingeniería Industrial y Sistemas
  - Ingeniería Civil Administrativa

- Facultad de Ciencias de la Salud
  - Licenciatura en Enfermería
  - Técnico Universitario en Enfermería con Orientación en Atención Primaria
  - Técnico Universitario en Profesionalización en Enfermería
  - Licenciatura en Nutrición
  - Licenciatura en Fisioterapia
  - Técnico Universitario en Fisioterapia Física y Ocupacional

- Técnico en Investigación Criminal y Forense

Edificio Santo Hermano Pedro - 21 ave. 8-10 zona 3, Quetzaltenango
* Facultad de Ciencias Agrícolas y Ambientales
- - Ingeniería en Agronomía con Énfasis en Gerencia Agrícola

- Facultad de Arquitectura
  - Licenciatura en Arquitectura
  - Licenciatura en Diseño Gráfico

- Facultad de Ciencias Económicas y Empresariales
  - Licenciatura en Administración de Empresas
  - Licenciatura en Contaduría Pública y Auditoría
  - Licenciatura en Administración de Hoteles y Restaurantes
  - Licenciatura en Mercadotecnia
  - Licenciatura en Economía Empresarial

- Facultad de Ciencias Políticas y Sociales
  - Licenciatura en Trabajo Social con énfasis en Gerencia del Desarrollo
  - Técnico en Trabajo Social
  - Licenciatura en Relaciones Internacionales
  - Licenciatura en Ciencia Política

- Facultad de Humanidades
  - Licenciatura en Psicología
  - Licenciatura en Psicología Clínica
  - Licenciatura en Psicología Industrial/Organizacional
  - Profesorado en Enseñanza Media en Pedagogía y Psicología
  - Licenciatura en la Enseñanza de Matemática y Física
  - Profesorado en Educación Inicial y Preprimaria
  - Licenciatura en Educación Inicial y Preprimaria
  - Licenciatura en Pedagogía con Orientación en Administración y Evaluación Educativas
  - Profesorado especializado en Nivel Primario Intercultural
  - Profesorado de Enseñanza Media con Especialidad en Comunicación y Lenguaje

### Campus P. César Augusto Jerez García, S.J. de Quiché
A partir del 2000 dio inicio sus actividades académicas la Universidad Rafael Landívar en el Departamento de Quiché, con un Diplomado en Educación Bilingüe Intercultural de la Facultad de Humanidades, ese mismo año se implementó la carrera de Técnico Universitario en Desarrollo Local de la Facultad de Ciencias Políticas y Sociales.
Actualmente el Campus P. César Augusto Jerez García S.J. de Quiché, ofrece cinco carreras con programas actualizados, cuenta con ambientes adecuados para el desarrollo científico mediante la disposición de laboratorios con equipo moderno, instalaciones deportivas y áreas verdes para la recreación y de estudio.
Carreras:
- Facultad de Ciencias Económicas y Empresariales
  - Técnico en Administración de Empresas
  - Licenciatura en Administración de Empresas

- Facultad de Ciencias Políticas y Sociales
  - Licenciatura en Trabajo Social con énfasis en Gerencia del Desarrollo
  - Técnico Universitario en Trabajo Social

- Facultad de Ciencias de la Salud
  - Técnico Universitario en Enfermería con Orientación en Atención Primaria
  - Licenciatura en Enfermería
  - Técnico Universitario en Profesionalización en Enfermería

- Facultad de Humanidades
  - Licenciatura en educación Bilingüe Intercultural
  - Profesorado de Enseñanza Media en Educación Intercultural Bilingüe
  - Profesorado de Enseñanza Media con Especialidad en Matemática y Física
  - Licenciatura en la Enseñanza de Matemática y Física
  - Licenciatura en Psicología

### Campus San Luis Gonzaga, S.J. de Zacapa
En 1977 se inauguró la Universidad con la carrera de Técnico Fitotecnia con especialidad en Riegos y en 1978 las carreras de Técnico en Gerencia de Cooperativas y la de Técnico en Trabajo Social; En ese momento la Sede contaba con 125 alumnos.
A partir de 1997 se impulsaron las carreras a nivel de licenciaturas como: Administración de Empresas, Trabajo Social con énfasis en Gerencia del Desarrollo e Investigación y Ciencias Agrícolas con énfasis en Horticultura.
Actualmente se ubica en instalaciones propias que se inauguraron en marzo de 2009, adquiriendo la categoría de Campus con el nombre de San Luis Gonzaga S.J., y en el año 2015 su infraestructura civil fue ampliada, con dos nuevos módulos, donde se tienen 14 aulas puras, dos laboratorios de química, un laboratorio de enfermería y un laboratorio de computación y audiovisuales, todos con la más alta tecnología.
Sus directores ha sido: Profa. Miriam Quinto de Ordóñez, Lic. Augusto Romero Archila, Adela Galindo de Armas, Ing. Agr. Carlos Sett Oliva, Licda. Aída Consuelo Chacón de Velásquez, Ing. Hugo Orellana Lic. Filadelfo Antonio Antonio Tobias Aparicio y en la actualidad el Mgtr. Eugenio Torres y Torres.
Han egresado 1449 profesionales de las 24 carreras que incluyen los técnicos universitarios; profesorados de enseñanza media, licenciaturas y maestrías. Se cuenta con una población promedio de 1.750 estudiantes que provienen de los departamentos de: Zacapa, Chiquimula, El Progreso, Izabal, Baja Verapaz, Jutiapa y El Petén.
Carreras:
- Facultad de Ciencias Económicas y Empresariales
  - Licenciatura en Administración de Empresas
  - Técnico Universitario en Comercio Internacional
  - Licenciatura en Mercadotecnia
  - Técnico Universitario en Administración de Empresas

- Facultad de Ciencias Políticas y Sociales
  - Licenciatura en Trabajo Social con Énfasis en Gerencia del Desarrollo
  - Técnico Universitario en Trabajo Social

- Facultad de Ciencias de la Salud
  - Técnico Universitario en Enfermería con Orientación en Atención Primaria
  - Técnico Universitario en Terapia Física y Ocupacional
  - Licenciatura en Enfermería

- Facultad de Humanidades
  - Profesorado de Enseñanza Media con Especialidad en Matemática y Física
  - Profesorado de Enseñanza Media en Pedagogía y Psicología
  - Profesorado en Enseñanza Media en Lengua y Literatura
  - Licenciatura en Pedagogía con Orientación en Administración y Evaluación Educativas

- Facultad de Ciencias Ambientales y Agrícolas
  - Licenciatura en Ciencias Hortícolas

- Facultad de Ingeniería
  - Licenciatura en Ingeniería Industrial

### Sede de La Antigua Guatemala
La sede en Antigua Guatemala fue fundada en diciembre de 1968 para atender a la población de los departamentos de Sacatepéquez y Chimaltenango a través de su oferta académica que comprende las Facultades: Humanidades, Ciencias Políticas y Sociales, Ciencias Económicas y Empresariales, Ciencias de la Salud.
La Sede está ubicada en Pasaje Rubio n.º 1 Carretera a San Bartolomé Becerra, Antigua Guatemala en donde se ofrecen los servicios de secretaría, caja, becas, biblioteca y atención académica. Los clases se realizan en tres centros educativos ubicados en la ciudad de Antigua Guatemala. Hacia el futuro se tiene proyectado la construcción de un Campus.
Los estudiantes de la sede se integran al Sistema Universitario Landivariano presente en todo el país a través de sus Campus y sedes en las diferentes regiones. De esta manera, los alumnos participan en eventos de intercambio o formación de carácter nacional e internacional, en este último caso a través de la Asociación de Universidades Confiadas a la Compañía de Jesús en América Latina –AUSJAL- a la que pertenece la institución como universidad jesuita.
Para el año 2015 la Sede alcanzó la cifra de 2400 estudiantes matriculados provenientes de prácticamente todos los municipios de los departamentos de Sacatepéquez y Chimaltenango y de municipios de departamentos cercanos principalmente del departamento de Guatemala.
Carreras:
- Facultad de Ciencias Económicas y Empresariales
  - Licenciatura en Administración de Empresas
  - Técnico en Administración de Empresas
  - Técnico Universitario en Administración Hotelera

- Facultad de Ciencias Políticas y Sociales
  - Licenciatura en Trabajo Social con énfasis en Gerencia del Desarrollo
  - Técnico Universitario en Trabajo Social

- Facultad de Ciencias de la Salud
  - Técnico Universitario en Profesionalización en Enfermería
  - Técnico Universitario de Enfermería con Orientación en Atención Primaria
  - Técnico Universitario en Terapia de Audición, Voz y Lenguaje
  - Técnico Universitario en Terapia Física y Ocupacional
  - Licenciatura en Fisioterapia
  - Licenciatura en Enfermería

- Facultad de Humanidades
  - Profesorado en Educación Inicial y Preprimaria
  - Licenciatura en Educación Inicial y Preprimaria
  - Profesorado de Enseñanza Media con Especialidad en Matemática y Física
  - Profesorado en Enseñanza Media en Pedagogía y Psicología
  - Profesorado de enseñanza media en Lengua y Literatura
  - Licenciatura en Psicología Clínica
  - Licenciatura en Pedagogía con Orientación en Administración y Evaluación Educativas
  - Licenciatura en Enseñanza de Matemática y Física

### Sede de Escuintla
La sede de Escuintla tiene el mérito de ser la primera universidad privada con presencia en esta cabecera departamental, inició labores docentes en el año de 1990 y actualmente atiende a más de 2,400 estudiantes provenientes de más de 90 municipios del país, en especial de la Costa Sur. Se ofrecen carreras en plan diario, plan entre semana y plan fin de semana, se encuentra ubicada en la Escuela «15 de Septiembre» y el Centro Educativo con Computación «El Quetzal».
Al año 2015 había graduado un total de 1,272 profesionales en diferentes grados académicos de técnico, licenciatura y maestría, en su trayectoria de 25 años de servicio.
La oferta académica se ha ampliado a lo largo de los años y ofrece actualmente en plan fin de semana: Técnico, Licenciatura y Maestría en Administración de Empresas, Técnico y Licenciatura en Trabajo Social, Ingeniería Agrícola con énfasis en Cultivos Tropicales, Técnico en Profesionalización de Enfermería, Técnico en Enfermería con énfasis en Atención Primaria, Licenciatura en Enfermería, Profesorado en Enseñanza Media con énfasis en Psicología y Pedagogía con opción de concluir con una Licenciatura en Psicología General.
En plan diario en jornada vespertina se ofrece la Licenciatura en Psicología Industrial y en plan entre semana, en horario nocturno el Técnico en Administración de Empresas. En el año 2016 se inauguró una nueva carrera en plan fin de semana siendo esta la Licenciatura en Gestión Pública y Desarrollo Territorial.
Carreras:
- Facultad de Ciencias Políticas y Sociales
  - Licenciatura en Trabajo Social con énfasis en Gerencia del Desarrollo
  - Técnico en Trabajo Social

- Facultad de Humanidades
  - Profesorado en Enseñanza Media en Pedagogía y Psicología
  - Licenciatura en Psicología Industrial/Organizacional

- Facultad de Ciencias de la Salud
  - Técnico Universitario en Profesionalización en Enfermería
  - Técnico Universitario con Orientación en Atención Primaria
  - Licenciatura en Enfermería

- Facultad de Ciencias Agrícolas y Ambientales
  - Licenciatura en Ciencias Agrícolas con énfasis en Cultivos Tropicales

### Sede de Jutiapa
La Sede de Jutiapa inició sus labores en 1977, siendo ésta la primera Universidad privada que abre las puertas a la educación superior en ese municipio, en el oriente del país; dando respuesta a las demandas de la población y haciendo énfasis en carreras diferentes e innovadoras.
Las clases se ofrecen en dos jornadas: entre semana los días miércoles y viernes en las carreras de Técnico Universitario en Administración de Empresas y Licenciatura en Ciencias Agrícolas con énfasis en Riegos; y la jornada plan fin de semana el día sábado, las cinco carreras que ofrece cada facultad.
Carreras:
- Facultad de Ciencias Económicas y Empresariales
  - Licenciatura en Administración de Empresas
  - Técnico Universitario en Administración de Empresas

- Facultad de Ciencias Políticas y Sociales
  - Licenciatura en Trabajo Social con énfasis en Gerencia del Desarrollo
  - Técnico Universitario en Trabajo Social

- Facultad de Ciencias Ambientales y Agrícolas
  - Licenciatura en Ciencias Agrícolas con énfasis en Riegos

- Facultad de Ciencias de la Salud
  - Técnico Universitario en Enfermería con Orientación en Atención Primaria

- Facultad de Humanidades
  - Profesorado de Enseñanza Media en Pedagogía y Psicología

## Laboratorios

### TEC Landívar

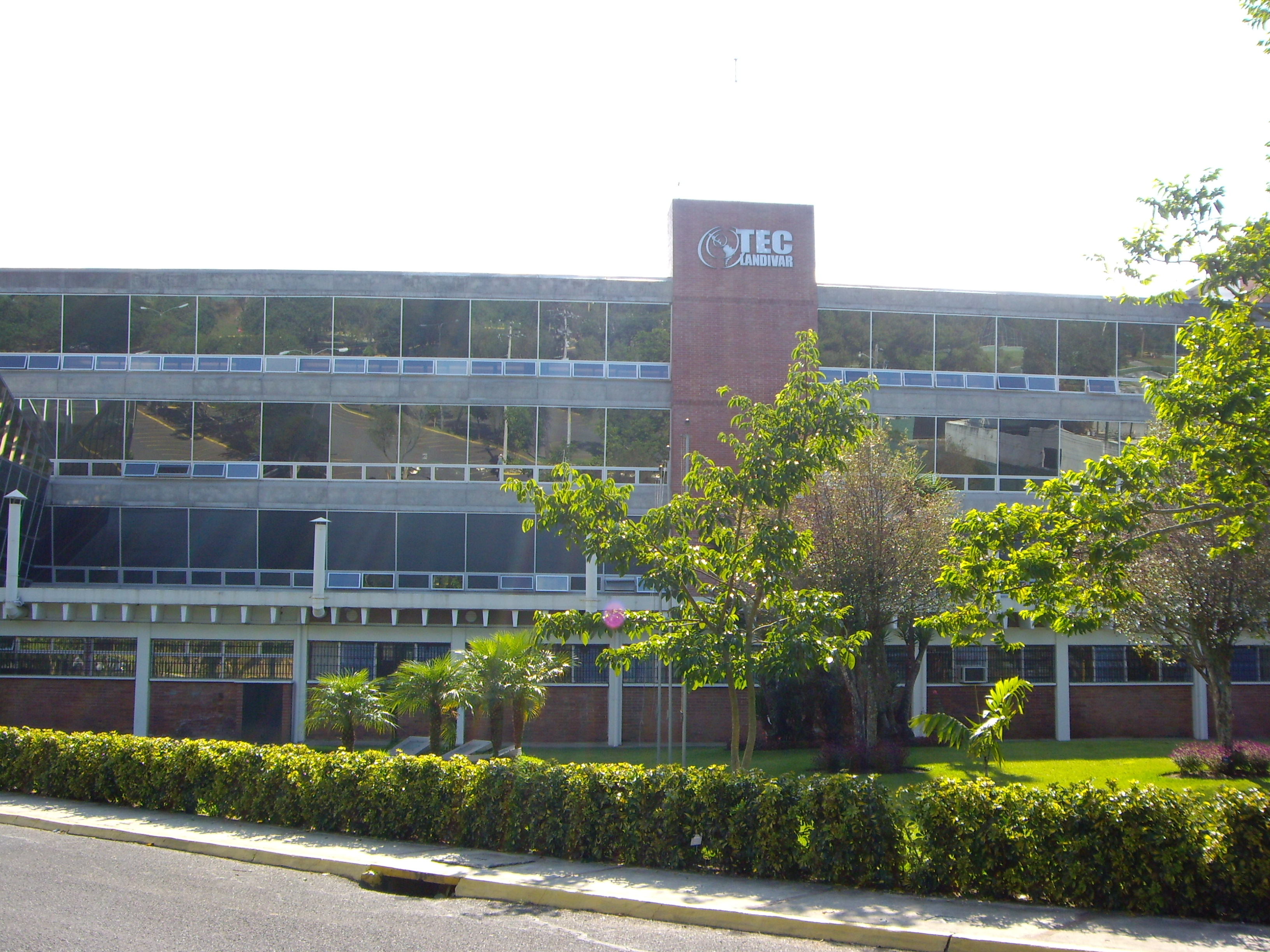
Edificio del Centro de Tecnología de la URL (TEC).

Es un conjunto de cuarenta y dos laboratorios que está destinado para que los alumnos y docentes de las Facultades de: Ingeniería, Arquitectura y Diseño, Ciencias Ambientales y Agrícolas, Ciencias de la Salud, Ciencias Económicas y Empresariales, así como Ciencias Jurídicas y Sociales los utilicen. Los laboratorios cuentan con equipos didácticos de alta tecnología que permiten adicionalmente a la ejecución de práctica de laboratorio, la realización de: tareas, trabajos de investigación y de preparación de tesis.

### Observatorio astronómico Christopher Clavius, S. J.
El Observatorio y Salón Astronómico fueron inaugurados el 18 de enero de 2007. Su principal objetivo es acercar a la comunidad landivariana a la observación astronómica. Su nombre es un homenaje a Christopher Clavius (1538-1612) un jesuita alemán considerado el promotor del Calendario gregoriano. Aquí se realizan observaciones, charlas y talleres para miembros del Club de Ciencias y Astronomía, comunidad landivariana y aficionados. Se cuenta con un domo, que alberga un telescopio de 14" de diámetro con diferentes oculares y sistema de GPS, equipo de cómputo, toma de video y cámaras CCD para astrofotografía, y telescopios portátiles de 5” y 8”.

### Estación meteorológica
La estación meteorológica ofrece datos a estudiantes, docentes y personal administrativo, para la elaboración de predicciones meteorológicas y estudios climáticos y proveer al público en general información del clima.

### Análisis de aguas
Se cuenta con un laboratorio que tiene equipo para realizar análisis físico-químico del agua, aplicado al consumo humano, industria y agricultura.
Entre el equipo especializado con el que se cuenta:
- Espectrofotómetro
- Turbidímetro
- Incubadoras para análisis de demanda bioquímica de oxígeno DBO y demanda química de oxígeno DQO
- Sonda de oxígeno disuelto
- Medidor de Cloro

### Anatomía
El laboratorio está equipado de los medios necesarios para realizar investigaciones, prácticas experimentales y trabajos de carácter científico y tecnológico, cuenta con modelos anatómicos para la visualización y aprendizaje de cada órgano del cuerpo humano.
Cuenta con modelos anatómicos de alta calidad que simulan, detalladamente cada uno de los órganos y partes del cuerpo humano, mesas de acero inoxidable para disección de órganos y equipo audiovisual con atlas y programas interactivos de Anatomía Humana.

### Autotrónica
Es un laboratorio especializado en las prácticas de los componentes eléctricos y electrónicos que automatizan los sistemas del automóvil. Se tiene software especializado e interactivo que permite realizar prácticas con tableros de simulación, así como también equipo para la realización de prácticas con componentes reales tanto con motores diésel y gasolina.
Tableros de Simulación:
- Inyección de gasolina monopunto y secuencial multipunto
- Diésel Common Rail
- Frenos ABS
- Otros

Tableros Entrenadores:
- Aire acondicionado
- Arranque del motor
- Cableado eléctrico
- Otros

Fallas del Vehículo:
- Motor de combustión interna
- Vehículo para simulación de fallas
- Otros

### Laboratorios de Computación, Informática y Sistemas
Algunos laboratorios están equipados con computadoras capaces de manejar software de gama alta para carreras de arquitectura y diseño, ingenierías y criminología, como lo son Adobe Creative Cloud, la Education Suite de Autodesk 2015 y el Aras 360.

### Control y automatización
Edafología
En este laboratorio se cuenta con equipos para realizar prácticas de química y física de suelos. Adicionalmente se realizan prácticas de fisiología vegetal, entomología y fertilidad de suelos.
Electrónica:
Laboratorio dedicado a la comprobación de la teoría de circuitos electrónicos con componentes analógicos y digitales, basándose en la conducción y el control de flujo de electrones.
Se cuenta con el software que interactúa con tableros didácticos y diferentes tarjetas para el desarrollo de las prácticas.
Laboratorios de física
Estos laboratorios cuentan con estaciones de trabajo modernas, cada una con su propia computadora y equipo de vanguardia, que facilitan el aprendizaje del alumno mediante una serie de prácticas especialmente diseñadas para cada módulo de los cursos de física, cubriendo las áreas de mecánica clásica, electromagnetismo y óptica. También se hace uso de herramientas virtuales, como video enciclopedias, clickers, physlets y recursos en línea.
Dentro de los equipos más destacados se pueden nombrar: rieles sin fricción, mesas de fuerza, equipos de cinemática y dinámica rotacional, balanzas de inercia, máquina de wimshurst, electroscopios, kits de electromagnetismo y datameter.
Fisiología
El laboratorio cuenta con equipos y tecnología de punta para que el estudiante sea capaz de diferenciar los cambios fisiológicos, químicos y mecánicos del funcionamiento del cuerpo humano a través de cada órgano.
Hidráulica y neumática: 
Este laboratorio está dedicado al aprendizaje y diseño de sistemas hidráulicos y sistemas neumáticos para mover y hacer funcionar mecanismos; partiendo de accionamientos manuales, eléctricos hasta programables a través de un PLC (Controlador Lógico Programable).
Inmunología
En el laboratorio se realizan prácticas inmunológicas, como detección de antígenos de cuerpo, ELISA. RIA, Inmuno Ensayo, Determinar e interpretar las reacciones inmunológicas, practicar esquemas de inmunización ya establecidos, analizar y entender etapas de procesos por observación microscópica en ensayos.
Investigación criminal y forense:
Este laboratorio cuenta con prácticas de análisis de huellas digitales, de calzado, neumáticos, textiles; comparación de proyectiles, análisis de sangre, procesamiento de la escena del crimen y lo referente a fotografía forense.
Manufactura integrada por computadora -CIM-:
Laboratorio especializado en las prácticas de automatización de procesos, desde la fabricación de piezas, ensamble, transporte y almacenamiento a través de un sistema integrado, simulando una planta automatizada de producción real.
Se tiene software especializado que permite diseñar y simular la fabricación de piezas; así como también equipo físico que permite visualizar el comportamiento de los sistemas modelados.
Máquinas, herramientas y mecánica de banco:
Este laboratorio cuenta con máquinas y herramientas para utilizarlas en las prácticas de los cursos relacionados, así como en el desarrollo de los proyectos asignados a los estudiantes.
Microbiología:
En este laboratorio se busca reconocer la morfología micro y macroscópica de los principales microorganismos mediante la preparación e interpretación de coloraciones y cultivos microbiológicos, tanto en microbiología general, clínica, de alimentos.
Adiestrar al alumno en las técnicas básicas de investigación, análisis microbiológico, manejo adecuado de medios de cultivo, material de vidrio y equipos con técnicas tradicionales y bajo normas establecidas para tal efecto, basadas en el conocimiento teórico adquirido.
Multitec:
Laboratorio enfocado en la enseñanza de conceptos básicos en tres áreas de conocimiento: energía, tecnología y materia.
Se cuenta con software de simulación y tutoriales; así como tableros didácticos con software de interacción.
Operaciones unitarias:
Laboratorio dedicado al aprendizaje de los procesos de transformación en donde hay intercambio de momentum, energía y masa, cuyo objetivo es transformar la materia según los procesos en productos.
Planta de alimentos:
Laboratorio dedicado a procesos de manufactura de alimentos en las áreas de: cárnicos, panificación, lácteos, frutas y vegetales.
Cuenta con equipo para el desarrollo de las prácticas y atención a personas interesadas en el campo de procesamiento de alimentos y desarrollo de productos nuevos.
Ingeniería de potencia:
Laboratorio dedicado a poner en práctica los conocimientos teóricos de máquinas eléctricas y su automatización. Instalaciones eléctricas comerciales, industriales, y domiciliares así como líneas de transmisión.
Química (agrícolas):
En este laboratorio se pueden realizar las prácticas de los cursos de Introducción a la Química, Química Inorgánica, Química Orgánica y Bioquímica.
Laboratorios de química:
Están dedicados al aprendizaje de la composición, estructura y propiedades de la materia, así como al estudio de reacciones químicas y síntesis de productos orgánicos. Se cuenta con equipo básico y equipo especializado que incluye:
Redes:
Es un laboratorio orientado al aprendizaje de los principios de comunicación entre computadoras, cubriendo aspectos de hardware y software. Equipo especializado con el que se cuenta: switches, hubs, routers, patch panels, lan tester, routers wireless, access point, crimping tool entre otros. Estas instalaciones están diseñadas exclusivamente para las prácticas de las carreras de sistemas.
Refrigeración y aire acondicionado:
Este laboratorio está especializado en la práctica de los diferentes sistemas de refrigeración y aire acondicionado, a través de software didáctico con tutoriales, tableros y componentes reales.
En este laboratorio se pueden realizar prácticas de:
- Termodinámica
- Refrigeración
- Aire acondicionado doméstico y comercial

Resistencia de materiales:
Este laboratorio es orientado a la ciencia y resistencia de los materiales, comprobando la estructura y las propiedades de los materiales poniéndolos a prueba en diferentes ensayos.
Software:
Este laboratorio está dedicado a la práctica del diseño y desarrollo de sistemas de información. Se cuenta con software de programación, base de datos, redes, compiladores, diseño de software, entre otros.
Esta instalación está diseñada para realizar prácticas de: diseño de software, diseño de base de datos, programación, sistemas operativos.
Soldadura
Laboratorio dedicado al aprendizaje del uso de la soldadura y sus diferentes tipos con base en los materiales (metales o termoplásticos) a unir.
Está diseñado y dotado con equipos de filtrado (Con un 99.9 % de eficiencia) y con cortinas especiales que reducen el efecto causado por la radiación (ultravioleta, visible e infrarroja) producidas por la soldadura autógena, eléctrica y los procesos de corte por plasma; para garantizar un ambiente seguro y con mínimo efecto para el ambiente.
Mecánica de suelos:
Este laboratorio está dedicado a realizar pruebas en muestras de suelo, determinando su comportamiento, estabilidad y otros factores necesarios para el diseño, cálculo y construcción de obras civiles.
Telecomunicaciones:
Es un laboratorio orientado a enseñar los principios de la comunicación entre dos puntos a través de trasmisiones de radio, fibra óptica, transmisión de datos, enlace de computadoras y transmisiones punto a punto. Equipo especializado con el que se cuenta: equipo de comunicación digital, sistemas de comunicación analógica, sistema de transmisor y receptor de AM/FM, sistema de transmisión fibra-óptica, modulación de señales, antenas de transmisión y recepción punto a punto.
Topografía:
Este laboratorio está dedicado al aprendizaje de los procedimientos que tienen por objetivo la representación gráfica de la tierra, sobre superficies planas, con su forma y detalles tanto naturales como artificiales (planimetría y altimetría).

## Biblioteca

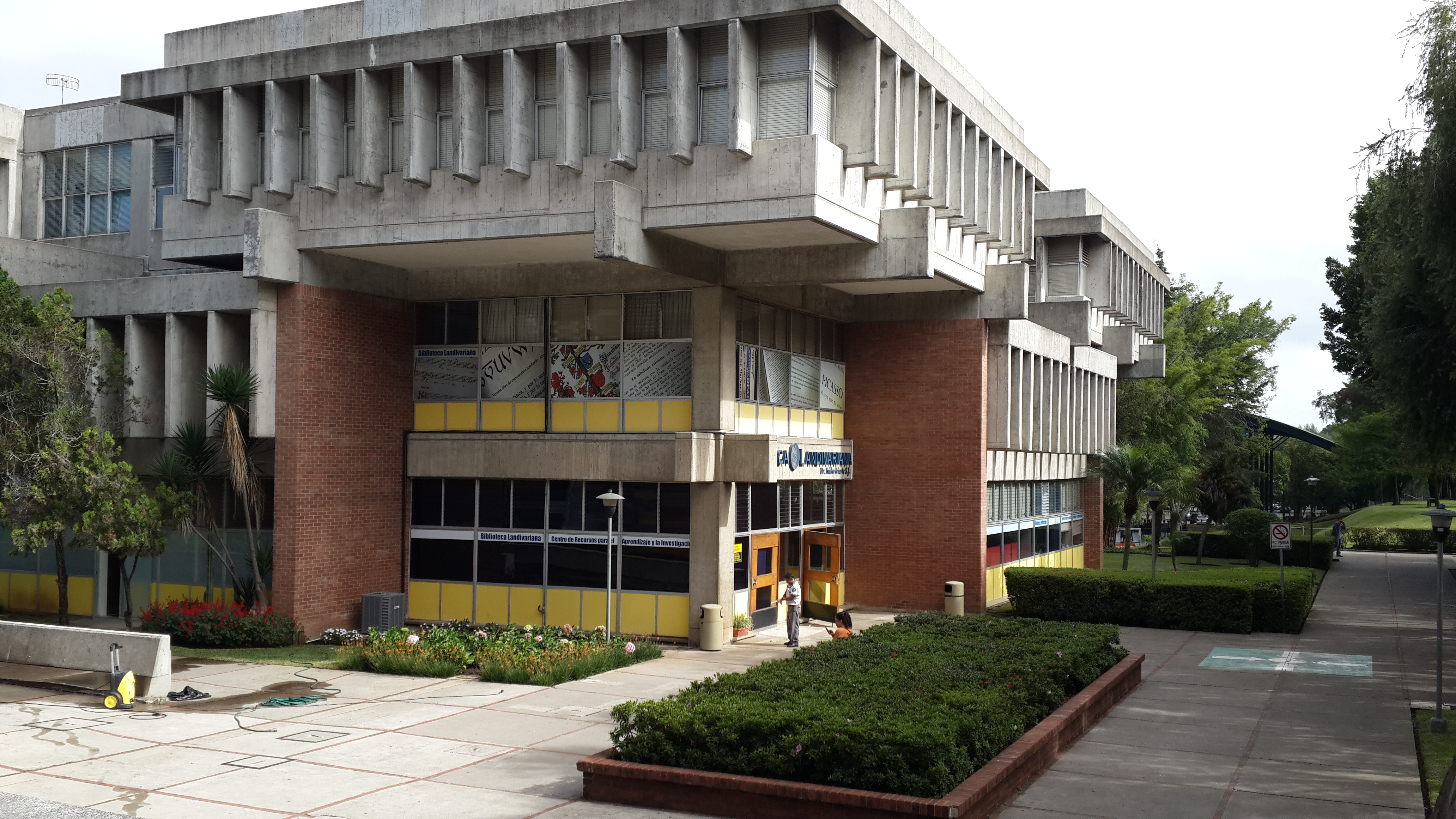
Biblioteca Landivariana

La Biblioteca “Dr. Isidro Iriarte, S. J.” localizada en el Campus Central de la Universidad Rafael Landívar, forma parte de la Red de Bibliotecas Landivarianas.
Cuenta con numerosos recursos que pueden consultarse en el sitio web de la Universidad, amén del Repositorio Landivariano. Asimismo, se puede consultar la Hemeroteca y las Joyas Bibliográficas de la URL.
- En sus anaqueles hay algo más de 400,000 documentos físicos, y en sus anaqueles en línea: más de 250,000 e-libros y más de 20,000,000 de documentos (revistas, artículos, publicaciones académicas arbitradas, etc.)

La biblioteca ubicada en el Edificio G del Campus Central, cuenta además con:
- Aula Tiflotecnológica y de Accesibilidad Universal.
- Aula Enrique Gómez Carrillo, para investigaciones bibliotecológicas, para 40 usuarios.
- Aula para consultas en línea, para 40 usuarios.
- Mini Auditorio Achibi’l Moloj (Reunión de amigos) para 40 espectadores.

## Institutos de investigación
La Universidad cuenta con institutos de investigación y otros departamentos dedicados a la función sustantiva de investigación y proyección. Todos son institutos que se encuentran bajo la supervisión de la Vicerrectoría de Investigación y de Proyección (VRIP) localizada en el Campus Central de la Universidad.
- Institutos de Investigación y Proyección
  - Instituto de Investigación y Proyección sobre Ambiente Natural y Sociedad
  - Instituto de Investigación y Proyección sobre Economía y Sociedad Plural
  - Instituto de Investigación y Proyección sobre el Estado
  - Instituto de Investigación y Proyección sobre Diversidad Sociocultural e Interculturalidad
  - Instituto de Investigación y Proyección sobre Ciencia y Tecnología
  - Instituto de Investigación y Proyección sobre Dinámicas Globales y Territoriales

- Unidades de apoyo a la Investigación y Proyección
  - Instituto de Investigación y Estudios Superiores en Ciencias Jurídicas y Sociales
  - Instituto de Investigación y Estudios Superiores en Arquitectura y Diseño
  - Instituto de Investigación y Estudios Superiores en Musicología "Monseñor Luis Manresa Formosa, S.J."
  - Instituto de Investigación y Estudios Superiores en Ciencias de la Salud
  - Unidad de Coordinación del Sistema de Gestión de Financiamiento
  - Medios, incidencia y proyección
  - Medio de Comunicación Plaza Pública
  - Unidad de Coordinación del Sistema de Apoyo al Apostolado Social
  - Unidad de Opinión Pública y Medios
  - Unidad de la Revista Eutopía
  - Revista Digital Brújula
  - Publicaciones de Investigación

## Centros de práctica

### Bufete Popular
El Bufete Popular de la Universidad Rafael Landívar, es el centro de práctica y la unidad de responsabilidad social de la Facultad de Ciencias Jurídicas y Sociales. Fue fundado en el año de 1966 por iniciativa del padre Isidro Iriarte, S.J. y acompañando a la primera promoción de abogados y notarios de la Universidad Rafael Landívar que cursaban el cuarto año de la carrera.
En un inicio el bufete brindaba apoyo únicamente en el área penal, un año después (1967) brindaba apoyo en el área civil, y finalmente, trece años más tarde (1980) cubre las tres áreas: penal, civil y laboral. Actualmente, el bufete ofrece apoyo en las tres áreas prestando asesoría legal gratuita a personas de escasos recursos económicos y funcionando como el centro de práctica para los estudiantes de los últimos años de la carrera de Ciencias Jurídicas y Sociales, bajo lo preceptuado en el Reglamento General de Práctica Profesional Supervisada e Instructivo General de Práctica Profesional Supervisada.
Entre los servicios que el Bufete Popular presta se encuentran:
- Asesoría legal en el ramo civil
- Orales de alimentos:
- Fijación, aumento o extinción de pensión alimenticia
- Diligencias voluntarias:
- Asiento extemporáneo o rectificación de Partidas de:
- Nacimiento
- Matrimonio
- Defunción
- Ausencia
- Divorcios
- Ejecutivos
- Diligencias de violencia intrafamiliar
- Medidas de seguridad de personas
- Asesoría legal en el ramo laboral
  - Juicio ordinario por:
    - Despido directo justificado
    - Despido directo injustificado
    - Despido indirecto
    - Incidente post mortem
    - De seguridad social

Los servicios jurídicos que se prestan en el Bufete Popular son gratuitos con respecto a honorarios profesionales, debiendo los patrocinados cubrir únicamente los gastos que conlleven los asuntos legales en los que se les atiende (timbres, edictos, fotocopias, impuestos, papel de protocolo).

### El Centro Landivariano de Práctica y Servicios de Psicología
Es una unidad de proyección social de la Facultad de Humanidades, que guiados por los principios ignacianos de la Universidad, presta servicios psicológicos especializados y de calidad a la comunidad guatemalteca a través de los estudiantes del último año del Departamento de Psicología, con el propósito de generar condiciones de salud mental integral a la población atendida y como una respuesta a las necesidades y demandas psicológicas de la sociedad.
El centro inició sus actividades en 1979, ofreciendo una oportunidad de acceso al campo de la psicología a miembros de la población guatemalteca, que por sus necesidades requerían de apoyo en su esfera emocional, de manera que pudieran alcanzar una mejor calidad de vida y plenitud humana.
El Centro Landivariano de Práctica y Servicios de Psicología ofrece una diversidad de servicios encaminados a acompañar a las personas en la búsqueda de soluciones a su problemática personal y que tomen mejores decisiones ante las dificultades de la vida, logrando de esta forma una vida plena y mejor orientada. De la misma forma se ofrece una diversidad de servicios y distintas actividades programadas para los pacientes del mismo, así como talleres, seminarios, capacitación, evaluaciones abiertas al público y organizaciones que desean mejorar sus condiciones de vida individual, social y laboral.
Servicios del Centro Landivariano de Práctica y Servicios de Psicología:
Área clínica
- Evaluaciones Psicológicas
- Psicoterapia individual para niños, adolescentes y adultos
- Talleres para niños, adolescentes y adultos

Área educativa:
- Orientación Vocacional: individual y grupal
- Evaluaciones y tratamientos

Área industrial/organizacional
- Diagnóstico organizacional
- Proyectos relacionados con Recursos Humanos y de prioridad en cada empresa
- Talleres de capacitación en las diferentes áreas que requiere la organización

## Vicerrectoría de Integración Universitaria (INTEGRA)
La Universidad Rafael Landívar busca hacer realidad su lema: EXCELENCIA ACADÉMICA CON VALORES. Por eso, en la Vicerrectoría de Integración Universitaria, se trabaja para hacer de esa noción la guía de la formación y acompañamiento, pues se pretende formar a los mejores estudiantes para el mundo. De esta manera, se busca llegar a ser la mejor universidad para el país.
Esta vicerrectoría busca construir personas integradas e integrales en sus dimensiones de conocimiento, de los «afectos» (el sentir emocional), de lo relacional (la empatía) y de lo espiritual (capacidad de dejarse conducir). Es ahondar y unificar la inteligencia, la imaginación y el sentido social de la persona para que tenga una ciudadanía digna, responsable y solidaria.
Para el cumplimiento de sus funciones, la Vicerrectoría de Integración Universitaria se estructura de la siguiente manera:
Dirección de Asuntos Estudiantiles
- Departamento de Agrupaciones Estudiantiles –DAE-
- Departamento de Deportes
- Departamento de Crearte

Dirección de Bienestar Estudiantil
- Departamento de Becas
- Departamento de Responsabilidad Social Académica –RSA-
- Centro Landivariano de Salud Integral, Pedro Arrupe, S.J, -CELASI-

Dirección de Artes Landívar
- Centro de Danza e Investigación del Movimiento
- Coordinación de Teatro
- Coordinación de Música
- Centro Landivariano del Patrimonio Cultural

Dirección de Desarrollo Personal
- Pastoral Universitaria Landivariana –PUL-
- Departamento de Acompañamiento Humano Integral –DAHI-
- Departamento de Proceder Ignaciano – DPI-

## Distinciones otorgadas por la Universidad Rafael Landívar
| Año  | Otorgado a: | DISTINCIÓN |
| ---- | --- | --- |
| 1982 | Congregación de Hermanos Maristas en Guatemala | Condecoración «Rafael Landívar Poeta Latino de Guatemala y de América»                                          |
| 1986 | Dr. Isidro Iriarte , S. J. | Condecoración «Rafael Landívar Poeta Latino de Guatemala y de América»                                          |
| 1999 | Señorita Sara González | Condecoración «Rafael Landívar Poeta Latino de Guatemala y de América»                                          |
| 2000 | Dr. Antonio Gallo Armosino, S.J. | Condecoración «Rafael Landívar Poeta Latino de Guatemala y de América»                                          |
| 2001 | P. Luis Achaerandio Zuazo , S. J. | Condecoración «Rafael Landívar Poeta Latino de Guatemala y de América»                                          |
| 2001 | Lic. Arnoldo Esven Escobar Cabrera | Condecoración «Rafael Landívar Poeta Latino de Guatemala y de América»                                          |
| 2003 | P. Jorge Toruño, S.J. | Condecoración «Rafael Landívar Poeta Latino de Guatemala y de América»                                          |
| 2003 | Monseñor Luis Manresa Formosa | Condecoración «Rafael Landívar Poeta Latino de Guatemala y de América»                                          |
| 2011 | Licda. Rosa Pilar Serrano de López | Distinción Jorge René Toruño Lizarralde, S. J.”, por méritos pedagógicos y educativos                           |
| 2011 | Lic. Benjamín Moscoso Palencia | Distinción «Ignacio Martín-Baró, S. J.» por méritos humanísticos en el campo de las ciencias de la comunicación |
| 2011 | Lic. Mario Antonio Sandoval Samayoa | Distinción «Fray Bartolomé de las Casas» por méritos jurídicos                                                  |
| 2011 | Lic. Carlos Escobar Armas | Distinción «Fray Bartolomé de las Casas» por méritos sociales                                                   |
| 2011 | Lcda. Raquel Zelaya Rosales | Distinción «José María Vélaz S. J.» por méritos de proyección social                                            |
| 2011 | P. José María Andrés Vitoria, S. J. | Distinción «Eusebio Francisco Kino, S. J.», por méritos en el campo de la antropología                          |
| 2011 | Ricardo Falla Sánchez, S. J. | Distinción «Andrés Pozzo, S. J.» por méritos artísticos                                                         |
| 2011 | Dr. Dieter Hasso Lehnhoff Temme | Distinción «César Jerez, S. J.» por méritos políticos y sociales                                                |
| 2011 | Lcda. Helen Beatriz Mack Chang, | Distinción «Ignacio Ellacuría Beascoechea, S. J.» por méritos filosóficos                                       |
| 2011 | Lic. Manuel Salazar Tezagüic | Medalla conmemorativa «P. Isidro Iriarte, S. J.»                                                                |
| 2011 | P. Luis Achaerandio Zuazo, S. J. | Medalla conmemorativa «P. Isidro Iriarte, S. J.»                                                                |
| 2011 | Arq. Carlos Asencio Wunderlich | Medalla conmemorativa «P. Isidro Iriarte, S. J.»                                                                |
| 2011 | Dra. María Luisa Beltranena Valladares de Padilla | Medalla conmemorativa «P. Isidro Iriarte, S. J.»                                                                |
| 2011 | Mons. Gonzalo de Villa y Vásquez | Medalla conmemorativa «P. Isidro Iriarte, S. J.»                                                                |
| 2011 | P. Antonio Gallo Armosino, S. J. | Medalla conmemorativa «P. Isidro Iriarte, S. J.»                                                                |
| 2011 | Lcda. Julia Guillermina Herrera Peña | Medalla conmemorativa «P. Isidro Iriarte, S. J.»                                                                |
| 2011 | Dr. Gabriel Medrano Valenzuela | Medalla conmemorativa «P. Isidro Iriarte, S. J.»                                                                |
| 2011 | P. Santos Pérez Martín, S. J. | Medalla conmemorativa «P. Isidro Iriarte, S. J.»                                                                |
| 2011 | P. José Ignacio Scheifler Amézaga, S. J. | Medalla conmemorativa «P. Isidro Iriarte, S. J.»                                                                |
| 2012 | Excmo. y Revmo. Monseñor Julio Edgar Cabrera Ovalle (Obispo de Jalapa, Jutiapa y El Progreso) | Distinción «Karl Rahner, S. J.» por méritos pastorales                                                          |
| 2012 | Matrimonio Jorge Miguel Fernández Bianchi y Carol Klose Peters de Fernández | Distinción «José María Vélaz, S. J.» por méritos en el campo de la proyección social                            |
| 2013 | Dr. Alfredo Guerra Borges | Distinción «Xabier Gorostiaga Atxalandabaso, S. J.» por méritos en el campo de la economía                      |
| 2013 | Dr. Francisco Albizúrez Palma | Distinción «Ángel Martínez Baigorri, S. J.» por méritos literarios                                              |
| 2013 | Sr. Flavio Israel Pereira Serrano | Medalla Conmemorativa «Mons. Luis Manresa Formosa, S. J.»                                                       |
| 2013 | Obra episcopal de la Iglesia católica alemana para la cooperación al desarrollo MISEREOR | Medalla Conmemorativa «Mons. Luis Manresa Formosa, S. J.»                                                       |
| 2013 | Acción Episcopal Adveniat de Alemania | Medalla Conmemorativa «Mons. Luis Manresa Formosa, S. J.»                                                       |
| 2013 | Pueblo de los Estados Unidos de América a través de la Agencia de los Estados Unidos para el Desarrollo Internacional (United States Agency for International Development) –USAID- por el apoyo al Programa para el Desarrollo Integral de la Población Maya –PRODIPMA- y al Programa EDUMAYA | Medalla Conmemorativa «Mons. Luis Manresa Formosa, S. J.»                                                       |
| 2013 | Ing. Francisco Roberto Gutiérrez Martínez | Medalla Conmemorativa «Mons. Luis Manresa Formosa, S. J.»                                                       |
| 2013 | Eleazar López Hernández | Distinción «Karl Rahner, S. J.» por méritos teológicos o pastorales                                             |
| 2014 | Arq. Pelayo Llarena Murúa | Distinción «Marcos Guerra, S. J.”» por méritos arquitectónicos                                                  |
| 2014 | P. José Juan Romero, S. J., | Distinción «Jorge René Toruño Lizarralde, S. J.» por méritos pedagógicos y educativos                           |
| 2015 | Mgtr. Miguel Enrique von Hoegen Serrano | Medalla Conmemorativa «P. Isidro Iriarte, S. J.»                                                                |

## Medios de comunicación
Servicios de comunicación a través de varios medios, entre ellos apoyo y elaboración de diseño gráfico, periódico Vida Universitaria, Blog Landivariano, Boletín Landívar. Así como fotografía, producción audiovisual y apoyo de artículos digitales por parte de la plataforma virtual Brújula, Revista Eutopía y Medio de Comunicación Plaza Pública (los tres últimos elaborados por la VRIP).

### Periodismo
La Universidad cuenta con su propio periódico difundido hacia el público en general aparte de otros que son de difusión para los propios universitarios. Por el momento a dicho periódico solo se puede acceder por medio de la web. La URL se ha identificado y distinguido por su participación en los problemas sociales de Guatemala, haciendo saber su opinión crítica y constructiva, teniendo por característica un pensamiento humanístico.